# أبو زعبل
أبو زعبل إحدى قرى مركز الخانكة التابع لمحافظة القليوبية بجمهورية مصر العربية.

## التاريخ
ضمت القرية في عهد محمد علي المدرسة الإعدادية الحربية لتجهيز التلاميذ لدخول المدارس الحربية، والتي كانت تسع نحو 500 تلميذ، بعد أن نقلت إليها من منطقة قصر العيني بالقاهرة حيث أصبحت تسع نحو 1200 تلميذ، كما انتقلت إليها مدرسة المشاة عام 1841 من دمياط. وفي عام 1827، كانت القرية أيضًا مهد أول مدرسة الطب أقيمت في مصر. في يوم 13 فبراير من عام 1970، ألقت قاذفة تابعة للقوات الجوية الإسرائيلية قنابل و‌نابالم على مصنع صناعى في أبو زعبل، مما أسفر عن مصرع 80 عاملا مدنيا.

## السكان
بلغ عدد سكان أبو زعبل 55,938 نسمة، حسب الإحصاء الرسمي لعام 2006.